# Морските дълбини 3D
„Морските дълбини 3D“ (на английски: Deep Sea 3D) е 3D документален филм на IMAX за морският живот. Документалния филм е режисиран от Хауърд Хол, а разказвачи са актьорите Кейт Уинслет и Джони Деп. Музиката е композирана от Дани Елфман. Времетраенето е 40 минути.
Филмът показва различни морски животни, както и медузи, октоподи, и костенурки.